# Olympische Sommerspiele 1968/Teilnehmer (Honduras)
| Gelbes Symbol für Goldmedaillen mit stilisierten Olympischen Ringen | Graues Symbol für Silbermedaillen mit stilisierten Olympischen Ringen | Braundes Symbol für Bronzemedaillen mit stilisierten Olympischen Ringen |
| ------------------------------------------------------------------- | --------------------------------------------------------------------- | ----------------------------------------------------------------------- |
| —                                                                   | —                                                                     | —                                                                       |

Honduras nahm an den Olympischen Sommerspielen 1968 in Mexiko-Stadt mit einer Delegation von sechs männlichen Athleten in der Leichtathletik teil. Es konnte keine Medaille gewonnen werden. Für Honduras war es die erste Teilnahme an Olympischen Spielen.

## Teilnehmer nach Sportarten

### Leichtathletik
- Cristóbal Corrales
200 Meter: Vorläufe

- Emilio Barahona
1500 Meter: Vorläufe

- Arturo Córdoba
1500 Meter: Vorläufe

- Clovis Morales
5000 Meter: Vorläufe

- Juan Valladares
5000 Meter: Vorläufe

- Rodolfo Erazo
10.000 Meter: Rennen nicht beendet